# Великая Волица
Вели́кая Во́лица (укр. Велика Волиця) — село на Украине, основано в 1593 году, находится в Любарском районе Житомирской области.
Код КОАТУУ — 1823181501. Население по переписи 2001 года составляет 919 человек. Почтовый индекс — 13151. Телефонный код — 4147. Занимает площадь 20,71 км².

## Адрес местного совета
13151, Житомирская область, Любарский р-н, с. Великая Волица, ул. Советская, 6